# Валовский Хутор
Валовский Хутор — опустевший посёлок в Сокольском районе Нижегородской области.

## География
Валовский Хутор расположен на левобережье реки Волги на Унженской низменности в лесной зоне, и находится у впадения р. Ломня в Волгу.

## История
В 1981 году Указом Президиума Верховного Совета РСФСР посёлок Валовского Дома-интерната для престарелых переименован в Валовский Хутор.
С 1994 года Валовский Хутор, как и весь Сокольский район, на основании постановления Совета Федерации № 38-1 СФ от 3 февраля 1994 года «Об утверждении изменений границы между Ивановской и Нижегородской областями», перешёл в состав Нижегородской области.
С 01.01.2010 года Валовский Хутор входил в Волжский сельсовет, после того, как Дмитриевский сельсовет, Летнебазовский сельсовет, Пелеговский сельсовет, Пушкаревский сельсовет Сокольского района объединены в Волжский сельсовет.
С 2014 года Валовский Хутор входит в городской округ Сокольский Нижегородской области, в который объединены муниципальные образования городское поселение рабочий посёлок Сокольское и сельские поселения Волжский сельсовет, Лойминский сельсовет и Междуреченский сельсовет, согласно Закону Нижегородской области от 2 июня 2014 года № 64-З

## Население
| 2002 | 2010 |
| ---- | ---- |
| 0    | →0   |

## Инфраструктура
Действовал Валовский Дом-интерната для престарелых.

## Транспорт
Просёлочные дороги. 